# Niosom
Niosomen (Non-ionic surfactants) sind den Liposomen ähnliche mikroskopisch kleine Kugeln, bei denen eine Doppelmembran einen Innenraum umschließt. In diesen Innenraum können Wirkstoffe eingearbeitet werden. Die Umhüllung mit der Doppelmembran schützt empfindliche Wirkstoffe und kann ihren Transport verbessern. 
Niosomen spielen auch eine wichtige Rolle  in der Forschung, da mit Hilfe der Niosomen lipophile Substanzen in einem wässrigen Medium in einer Zellkultur eingesetzt werden können. 

## Geschichte
Niosomen werden erstmals in den 1970er Jahren erwähnt und wurden anfangs in der kosmetischen Industrie eingesetzt.

## Unterschiede zu Liposomen
Niosomen sind den Liposomen analog aufgebaut. Allerdings enthalten Liposomen aus Phospholipiden gebildete Doppelmembranen, wohingegen die Bausteine der Niosom-Doppelmembran sich von Zuckern oder Aminosäuren ableiten.